# Доброволя
Доброволя (бел. Дабраволя) — агрогородок в Свислочском районе Гродненской области, Белоруссии. Располагается в северной части Беловежской пущи. Входит в состав и является центром Добровольского сельсовета.

## Топоним
Название деревни происходит от словосочетания «добрая воля», где «воля» в значении свободы. Первые сведения о деревне относятся к 1538 году. Когда вольные стрелки, охранявшие зверей в пуще поселились в этой местности. После в эти же места убегали крестьяне от гнёта, именно поэтому
близлежащие лесные деревни стали получать названия: Доброволя, Тиховоля, Великоволя и т. д.

## История
Известно, что в 1868 году в деревне случился пожар. В 1897 году деревня находилась на территории Добровольской волости. В ней были церковь, училище, волостная управа, зерновой магазин, питейный дом. В 1905 году был открыт фельдшерский пункт, в 1908-м существовали двухклассное (пятилетнее) и одноклассное (трехлетнее) сельские народные училища.

### Великая Отечественная война
С первых дней Великой Отечественной войны деревня находилась под немецко-фашистской оккупацией. Комсомольцы здесь создали первую в Свислочском районе подпольную организацию, секретарём которой стал Михаил Урбанович. Всего в её состав вошли 18 комсомольцев. Они укрывали в Беловежской пуще бойцов и командиров Красной Армии, помогали раненым, доставляли медикаменты, продукты питания, занимались сбором оружия, распространяли листовки, вели пропаганду среди населения. В конце июля 1941 года немецкие оккупанты выследили и расстреляли Мишу Урбановича, Ивана Панотчика, Георгия Шмыгу, Василия Горденю и Алексея Янковского. А 7 ноября 1943 года была публично повешена вместе с семьей за связь с партизанами Паша Василенко, которая ещё с первых дней войны по поручению Белостокского подпольного обкома партии устроилась в немецкую столовую в Доброволе, передавая ценную информацию и продовольствие в партизанский отряд. В этот же день были расстреляны ещё несколько членов подпольной организации, которую к тому времени уже возглавляла Василенко. В 1965 году за мужество, проявленное в борьбе с немецко-фашистскими захватчиками, Миша Урбанович и Паша Василенко были посмертно награждены медалями «За отвагу».

### Современность
В память о 9 односельчанах, расстрелянных фашистами, в 1968 году поставлен памятник — скульптурная композиция «Воин и партизанка».
В 2009 году деревня получила статус агрогородка. По состоянию на 2020 год, в деревне находится 9 улиц: Заслонова, Пелагеи Василенко, Миши Урбановича, Первомайская, Мира, Беловежская, Октябрьская, Николая Русака, Доватора — и четыре переулка — Комсомольский, Первомайский, Пограничный, Доватора.
По состоянию на 2020 год, в агрогородке зарегистрировано 302 жителя. Из них трудоспособного возраста 138 человек, пенсионного — 136, детей — 28. Из объектов соцкультбыта имеются амбулатория, детский сад — средняя школа, сельский филиал-клуб, магазин, отделение почтовой связи. В агрогородке расположен дом-интернат для престарелых и инвалидов, есть православный храм Успения Пресвятой Богородицы, построенный в 1859 году.

## Свято-Успенская (Пречистенская) церковь
В 1861 году в Доброволе была построена Свято-Успенская (Пречистенская) церковь, открыто церковно-приходское училище, а в 1864 году при церкви действовали мужское и женское Народные училища. Церковь была построена инженером Кржижановским, освящена Волковысским благочинным священником отцом Августом Куцевичем в 1870 году. В начале XX века к Добровольскому приходу относилось 12 населенных пунктов: Великие Гринки, Незбодичи, Романовцы, Колонна, Качки, Рудня, урочище Рукав, Плесы, Жарковщина, Гаркавщина, Голова, Конюхи. За церковью было закреплено 110 десятин земли, насчитывалось 3137 прихожан. Существовало 4 народных училища (в Великих Гринках, Незбодичах, Рудне и Романовцах), где обучались 279 учеников.
В Доброволе храм существовал и раньше, а в 1859 был построен новый, поскольку в храме сохранились метрические книги с 1752 по 1822 год, исповедальные и клировые ведомости с 1843 года. В 1873 году церковь обрела десятипудовый колокол.
Первым священником был Александр Калачев, псаломщиком — Степан Иванович Савич. До закрытия церкви в 1968 году священником был протоиерей Николай Неверовский. В годы Великой Отечественной войны храм неоднократно подвергался нападениям грабителей.
В 1989 году была открыта Свято-Успенская церковь. На средства прихожан перекрыта крыша, обновлено внутреннее убранство. С декабря 2003 года приход возглавляет иерей Пётр Ровнейко. Церковь внесена в Государственный список историко-культурного наследия Республики Беларусь по Свислочскому району.

## В искусстве
В Доброволе родилась и живёт Ксения Урбанович, выпускница Добровольской средней школы, которая пишет стихи и посвящает их своей малой родине. В одном из её стихотворений, опубликованном в районной Свислочской газете, имеются следующие строки:
Вёска мая каля пушчы,

Яе Дабраволяй завуць

Пэўна таму, што 

                              спрадвеку

Тут добрыя людзі жывуць.